# Kroatiska socialliberala partiet
Kroatiska socialliberala partiet (kroatiska: Hrvatska socijalno-liberalna stranka, förkortat HSLS) är ett politiskt parti i Kroatien.
Partiledare är Dario Hrebak..
HSLS är anslutet till Europeiska liberala, demokratiska och reformistiska partiet (ELDR) och Liberala internationalen.

## Partiledare
- Slavko Goldstein, 1989-1990
- Dražen Budiša, 1990-1996
- Vlado Gotovac, 1996-1997
- Dražen Budiša, 1997-2004
- Ivan Čehok, 2004-2006
- Đurđa Adlešič, 2006-2009
- Darinko Kosor, 2009-2019
- Dario Hrebak, 2019-